# Sonntag (Áustria)
Sonntag é um município da Áustria, situado no distrito de Bludenz, na estado de Vorarlberg. Tem 81,59 km² de área e sua população em 2019 foi estimada em 640 habitantes.